# Sarcocheilichthys soldatovi
Sarcocheilichthys soldatovi es una especie de peces de la familia Cyprinidae en el orden de los Cypriniformes.

## Morfología
Los machos pueden llegar alcanzar los 12,1 cm de longitud total.

## Hábitat
Es un pez de agua dulce.

## Distribución geográfica
Se encuentra desde el río Amur hasta el río Liaoning y el lago Buira (Mongolia ).